# إميت فوكس
إميت فوكس (بالإنجليزية: Emmet Fox)‏ هو قس وقسيس أمريكي، ولد في 30 يوليو 1886 في جزيرة أيرلندا في المملكة المتحدة، وتوفي في 13 أغسطس 1951.